# Samsala
Samsala är en by och tidigare småort i Hallsbergs socken i Hallsbergs kommun, Örebro län, belägen strax sydöst om Hallsberg. Bebyggelsen växte samman med tätorten Hallsberg 2015.
Samsala var från början en radby men är numer ganska vidsträckt. Här finns cirka 70 hushåll och många av dessa är relativt nybyggda.
I byn finns en gammal smedja, Samsala bysmedja. Smedjan är byggd cirka 1830 men här har funnits smidesverksamhet sedan 1600-talet.